# Leina (Häädemeeste)
Leina est un village estonien situé dans la commune d'Häädemeeste et le comté de Pärnu.